# Miniaturas olmecas

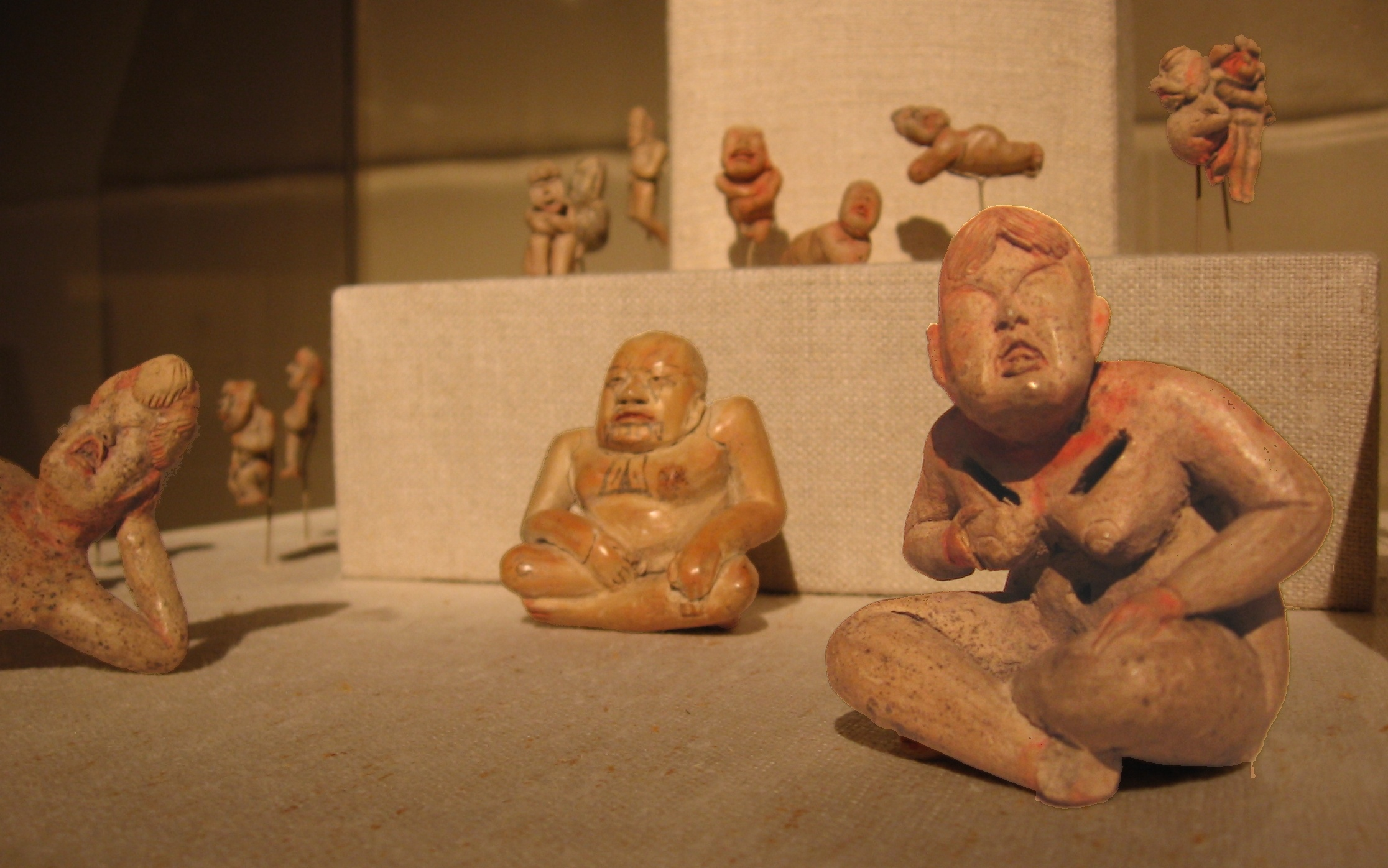
Una selección de pequeñas figuras naturales olmecas del Metropolitan Museum of Art. El jorobado en el centro mide menos de 7 cm de alto.

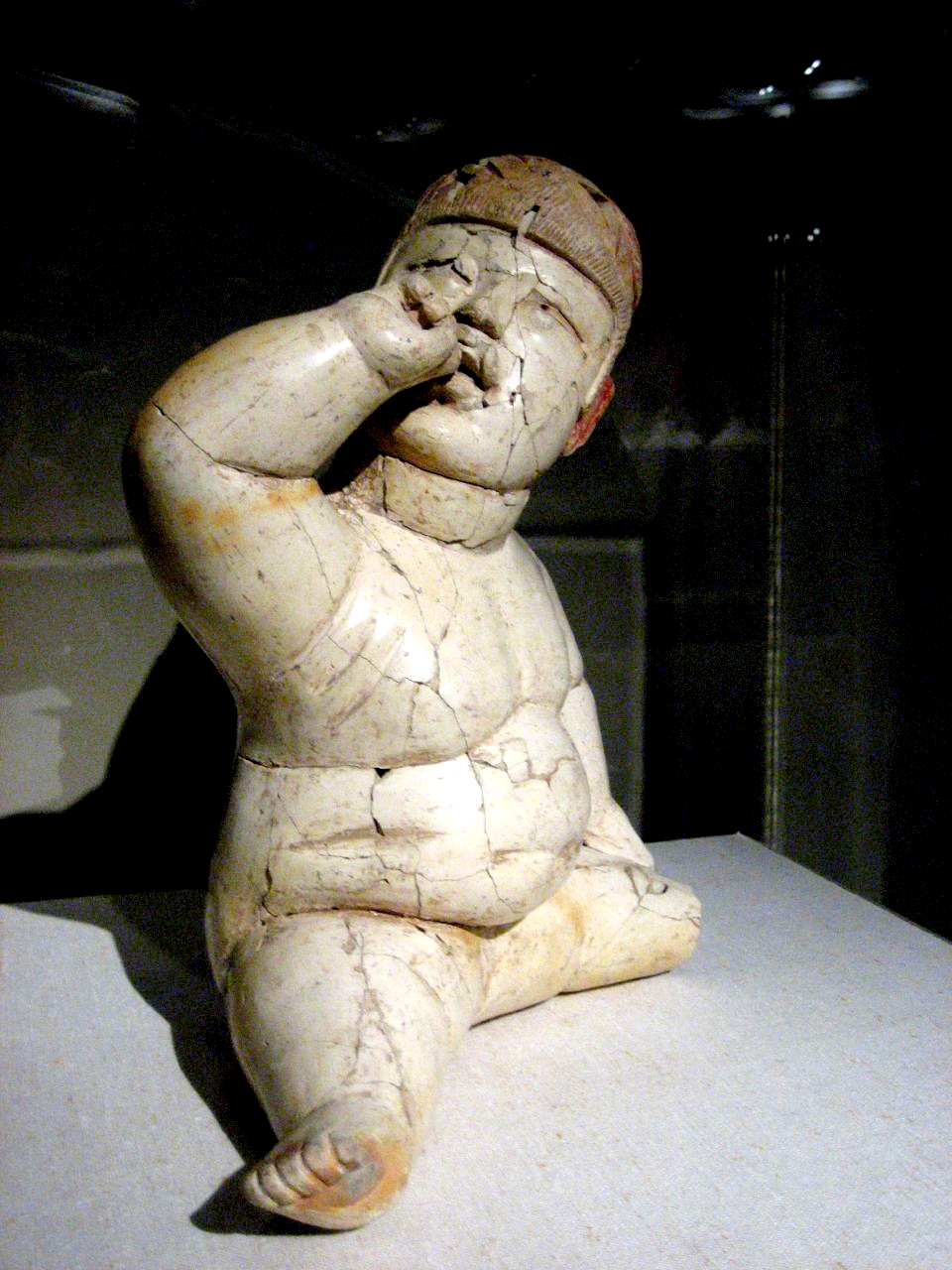
Una figura arquetípica "rostro de bebé" de Las Bocas.

Las miniaturas olmecas son una serie de figuras pequeñas arquetípicas producidas por los habitantes de Mesoamérica durante el  periodo preclásico.  Si bien es posible que muchas de estas figuras puede o no hayan sido producidas por los pueblos de la zona nuclear olmeca, las mismas poseen las características y motivos de la cultura Olmeca. Si bien se desconoce el control que ejercieron los olmecas sobre las zonas más allá de su territorio base, las figuras del Periodo Preclásico con motivos olmecas estaban muy difundidas entre los años 1000 a 500 a. C., indicando una consistencia de estilo y tema a lo largo de casi toda Mesoamérica.
Por lo general se encuentran estas figuritas en la zona de vertederos de basura domésticos, en zonas de relleno de construcciones antiguas, y  en tumbas (fuera del territorio olmeca), si bien muchas de las figuritas de estilo olmeca, especialmente aquellas con estilo Las Bocas- o Xochipala, fueron recolectadas por saqueadores y por lo tanto no es posible establecer su sitio de origen.
La gran mayoría de las figuritas poseen un diseño simple, muchas veces están desnudas o con una vestimenta mínima, y han sido moldeadas con arcilla local.  Gran parte de las piezas son meros fragmentos: una cabeza, brazo, torso, o una pierna.  Se cree, basándose en el hallazgo de bustos de madera descubiertos en el sitio El Manatí, que estas figuritas también eran talladas en madera, pero si así fue, ninguna de las mismas ha logrado sobrevivir.
Más durables y conocidas por el público son aquellas figuritas talladas, con cierta habilidad, de jade, serpentina, roca verde, basalto, y otros minerales y rocas.

## Miniaturas rostro de bebé
Las figuritas "rostro de bebé" son características de la cultura olmeca, las mismas se han encontrado de forma consistente en sitios donde se observa una influencia olmeca, aunque parecería que las mismas se encuentran casi de manera exclusiva en el período olmeca inicial y por ejemplo están ausentes en La Venta.
Es fácil reconocer estas figuras de cerámica por el cuerpo regordete, el rostro redondo propio de un bebé, su boca curvada hacia abajo, y ojos hinchados y pequeños.  La cabeza suele tener una ligera forma de pera, que parecería una deformación craneana artificial.  A menudo presentan un casquete en su cabeza con similitudes a los que poseen las cabezas colosales olmecas.  Por lo general las figuritas rostro de bebé se encuentran desnudas, pero no poseen genitales. Rara vez sus cuerpos presentan el grado de detalle que se observa en sus rostros.
Estas figuritas por lo general miden entre 25 a 35 cm de alto y poseen un acabado pulido de tono blanco o crema.  Muy rara vez se las encuentra en un contexto arqueológico.
El arqueólogo Jeffrey Blomster divide a las figuritas rostro de bebé en dos grupos basándose en diversas características.  Entre los diversos factores considerados se encuentran, las figuritas del Grupo 1 poseen características más afines con los artefactos olmecas de la costa del Golfo de México.  Las figuritas del Grupo 2 son más esbeltas que las del Grupo 1, estando ausente el rostro mofletudo o cuerpo regordete, y sus cuerpos son más largos en proporción con sus cabezas.
Dada la gran cantidad de figuritas de rostro de bebé que han sido encontradas, no quedan dudas que las mismas tenían algún rol social muy especial en la cultura olmeca.  Sin embargo se desconoce que es lo que representan.  Michael Coe, says "Uno de los grandes enigmas de la iconografía olmeca es la naturaleza y significado de los bebés grandes, huecos de cerámica blanca".

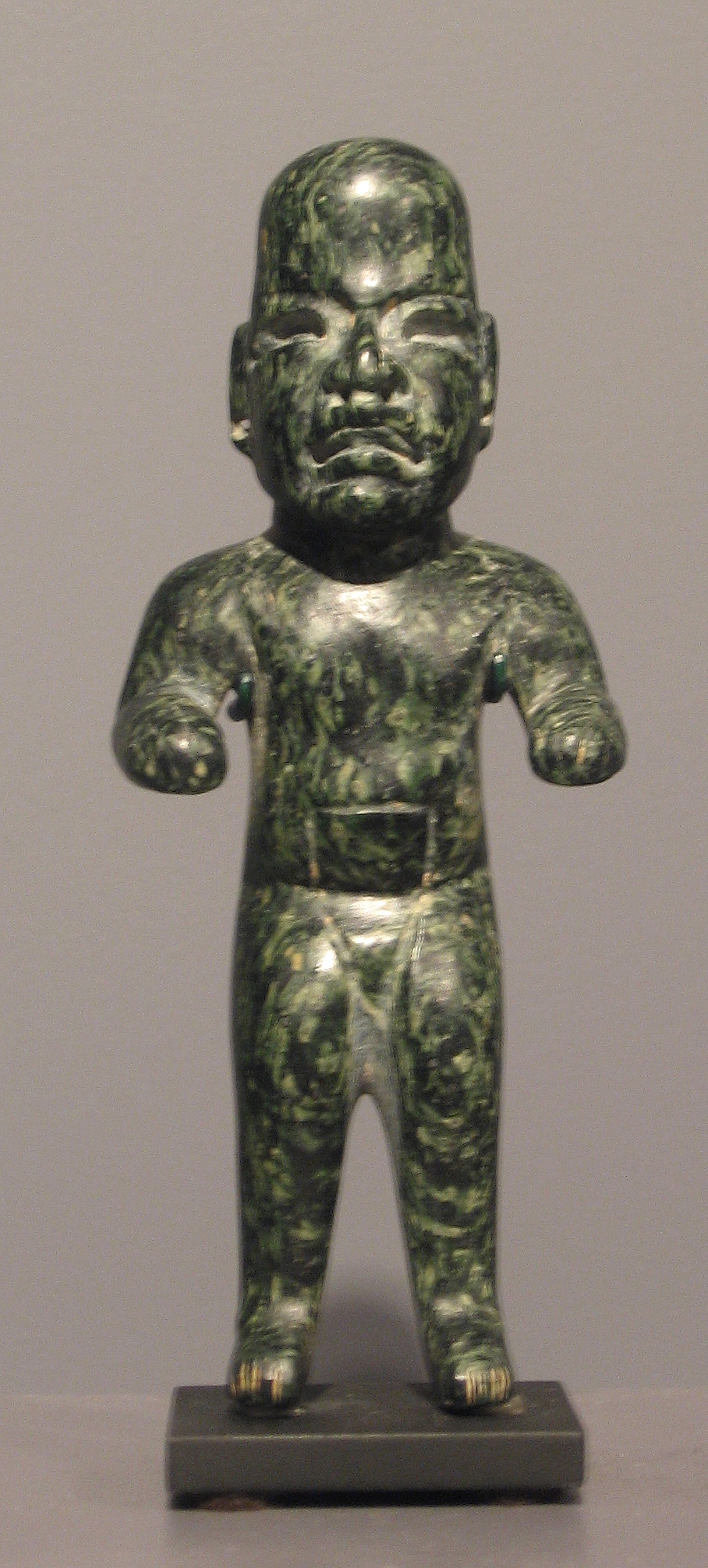
Una figurita de un "hombre esbelto", serpentina verde oscura. Originalmente tenía incrustaciones de piedras, ausentes en la actualidad, en los ojos, orejas, nariz, y boca.